# Eiffeltornet
Eiffeltornet (franska: La Tour Eiffel; [tuʀ ɛfɛl]) är ett 330 meter högt järntorn i fackverkskonstruktion med antenn, beläget på Champ de Mars, i 7:e arrondissementet, i Paris. Eiffeltornet är stadens förmodligen mest kända byggnadsverk och en av världens mest kända signaturbyggnader. Tornets arkitekt var Stéphen Sauvestre. Eiffeltornet konstruerades av Gustave Eiffels företag och ingenjörerna Maurice Koechlin och Émile Nouguier. Det uppfördes mellan 1887 och 1889 för att bli den pampiga entrén till världsutställningen Exposition Universelle som anordnades 1889 för att fira hundraårsjubileet av franska revolutionen. Det invigdes den 31 mars 1889, men allmänheten fick inte tillträde förrän den 6 maj samma år.

## Beskrivning
Tornet var vid invigningen 300 meter högt. Höjden ökades emellertid år 1959, när man placerade en 24 meter hög TV-mast högst upp. Eiffeltornet var världens högsta konstruktion ända fram till 1930 då Chrysler Building invigdes. Eiffeltornet väger totalt cirka 10 100 ton, varav 7 300 ton utgörs av metallkonstruktionen, som består av ungefär 12 000 järnbalkar, som är sammanfogade med 2,5 miljoner nitar. Trots tornets storlek har inte mer järn använts än att det solitt skulle rymmas i en kub med en sida på knappt tio meter. Det är 1 665 trappsteg (och inte 1 792 som många fransmän påstår för att få talet synonymt med året för den franska republikens införande) till toppen, men det finns också hiss, vilken man är tvungen att ta om man ska upp till tredje avsatsen, eftersom trappstegen från den andra avsatsen till toppen ej är tillgängliga för allmänheten. Upp till den andra avsatsen är det 668 trappsteg, och det är betydligt billigare att ta trapporna än att betala inträdet till hissarna. På plan tre, 276 meter ovan marken, fanns ursprungligen en lägenhet för Gustave Eiffel.
Kostnaden för att bygga tornet var 7,8 miljoner gamla franc (i 1889 års penningvärde – en valutareform genomfördes 1959 med byte till nya franc). Varje år besöker drygt sex miljoner personer Eiffeltornet (år 2007 var antalet besökare 6,9 miljoner). Den 31 december 2007 hade drygt 236 miljoner turister hunnit besöka tornet.
Enligt den officiella webbplatsen för Eiffeltornet målar man om konstruktionen vart sjunde år. För detta krävs 60 ton färg. Hittills har tornet målats om 18 gånger. I början var tornet mörkrött, sedan blekt ockragult (vid 1900-talets början). Numera är färgen brun. Att måla om tornet tar 15 månader och det krävs 25 målare som enbart använder pensel. Den senaste ommålningen började i december 2001 och pågick till juni 2003. Intervallen för ommålning kommer fortsättningsvis att vara vart femte år från första avsatsen till toppen, och vart tionde år för hela tornet.
OS-medaljerna från de Olympiska sommarspelen 2024 består av ett hexagon med järn från Eiffeltornet i mitten och sedan olympiaden finns OS-ringarna på tornet.

## Restauranger
I Eiffeltornet finns två restauranger: Altitude 95 på första våningen (namnet kommer av att den ligger 95 m över havsnivån), och Jules Verne, en dyr gastronomisk restaurang på andra våningen, med egen hiss. Jules Verne har en stjärna i Michelinguiden. I januari 2007 anställdes den nye kocken Alain Ducasse, med flera Michelinstjärnor.
De tre huvudplattformarna på respektive 57, 115 och 276 m höjd har även inrymt andra restauranger, teatrar, biografer, radiostationer etc.

## Kritik
Eiffeltornet var redan innan det byggdes föremål för hetsig debatt i Frankrike. 1887, när bygget just påbörjats, publicerades i tidningen Le Temps en protest ställd till direktören för världsutställningen från några av Paris framstående konstnärer, författare och andra inflytelserika kulturarbetare. Utställarna försökte beveka kritikerna genom att lova att tornet skulle rivas efter tjugo år. Det kan kanske förklara varför tornet byggdes i ett då redan föråldrat material, 7 300 ton smidesjärn, i stället för i stål, trots att det dyrare stålet redan i stor omfattning utnyttjades för byggnadskonstruktioner. Nu blev det ingen rivning av tornet, då det visade sig att det var praktiskt att använda som mast för telekommunikation. När flygtrafiken kring Paris började ta fart blev tornet en viktig flygfyr. Idag är det också en av Paris, Frankrikes och världens största turistattraktioner.
För att minska risken för självmordsförsök är varje våning försedd med ett högt nätgaller som inte kan forceras av en potentiell hoppare.

## Öppettider
Eiffeltornet håller öppet alla dagar på året. Juni till september är tornet öppet 09:00 till midnatt, övrig tid på året mellan 09:30 och 18:00. Då det är ett populärt besöksmål bör besökaren köpa biljetter till tornet på internet i förhand för att undvika långa köer och väntetider. Biljetterna avser då en bestämd tid, och bokas därför lämpligen någon vecka före besöket.

## Tornet som reklampelare
Från 1925 till 1934 hade tornet lysande reklam för bilmärket Citroën på tre av sina fyra sidor. Det var den tidens största reklampelare. Citroëns grundare André Citroën hade själv drivit igenom att detta skulle vara möjligt. Reklamen utgjordes av 250 000 elektriska lampor i olika färger enligt tidens populära art déco-stil.
På första våningen finns på yttersidan av tornet sammanlagt 72 namn på franska vetenskapsmän ingraverade med omkring 60 centimeter höga bokstäver.

## Händelser

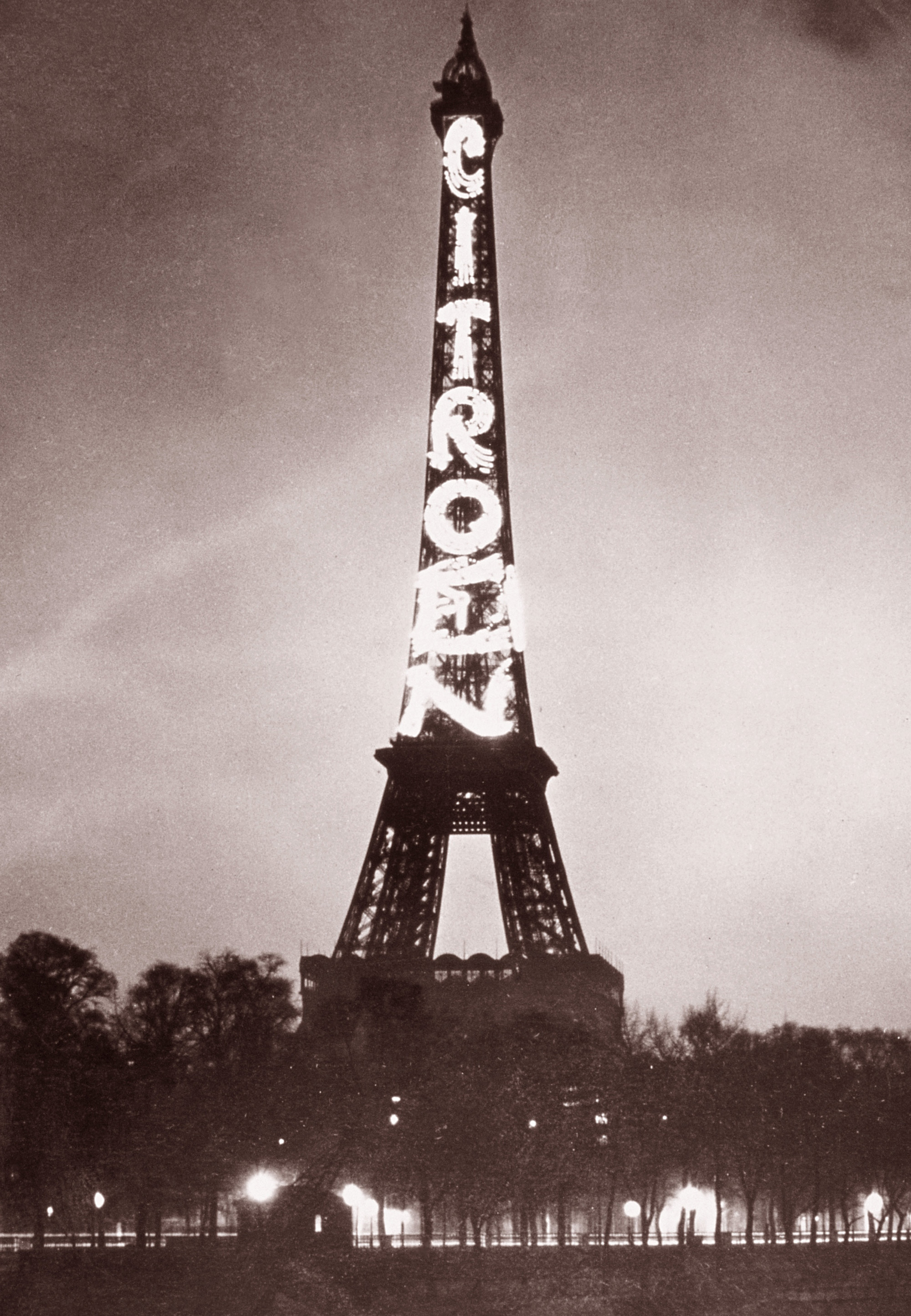
Eiffeltornet som reklampelare för Citroën. Bilden är från 1925.

- 4 februari 1912 avled Franz Reichelt efter ett hopp från första avsatsen (60 m) i sin egendesignade fallskärmskostym.
- 1925 sålde bedragaren Victor Lustig Eiffeltornet som skrot under förevändning att underhållet var för dyrt. Den bedragne polisanmälde aldrig och bedragaren försökte sälja en gång till. Han blev då polisanmäld.[7][8]
- 3 januari 1956 skadades tornets topp vid en brand.
- År 1957 installerades den nuvarande radioantennen på toppen av tornet.
- På 1980-talet avvecklades en gammal restaurang och dess byggnadsställning halvvägs upp i tornet. Den köptes upp och återuppfördes på St. Charles Avenue i New Orleans av entreprenörerna John Onorio och Daniel Bonnot. Restaurangen var ursprungligen känd som the Tour Eiffel Restaurant men är i senare tid mer känd som the Red Room. Restaurangen återuppfördes av 11 000 delar som fördes över Atlanten i en 12-meters lastcontainer.
- 31 mars 1984 flög Robert Moriarty en Beechcraft Bonanza genom ett av tornets valv.[9]
- År 1985 utspelade sig en scen i en James Bond-film, Levande måltavla, i Eiffeltornet. Scenen innehåller ett fallskärmshopp från tornet.
- År 1987 utförde A.J. Hackett ett av sina första bungyjump från toppen av Eiffeltornet. Han använde en speciell kabel han varit med om att utveckla. Han arresterades omedelbart av Paris polis när han nådde marken.[10]
- 14 juli 1995, Frankrikes nationaldag, framförde den franska synthesizer-musikern Jean Michel Jarre "Concert For Tolerance" i tornet för att stödja Unesco. Den fria konserten sågs av uppskattningsvis 1,5 miljoner människor som fyllde upp Champ de Mars. Under konserten skapades belysning och projektioner på tornet tillsammans med mycket fyrverkerier. Exakt tre år senare återvände musikern till samma ställe för att framföra en mer dance-music- inspirerad konsert, Electronic Night.
- På nyårsafton 1999 agerade Eiffeltornet värd i Paris Millennium Celebration. Fyrverkerier avfyrades från hela tornet vilket utgjorde en spektakulär scen. En utställning ovanför en cafeteria på andra våningen firade denna tilldragelse.
- Inför nyåret 1999/2000 installerades blinkande lampor och fyra högspänningssökljus på tornet. Sedan dess har ljusuppvisningen blivit en daglig/nattlig tilldragelse. Sökljuset på tornets topp har gjort tornet till en ljusfyr i Paris natthimmel.
- Tornet tog emot gäst nummer 200 000 000 totalt sett år 2002.[11][12]
- Klockan 19.40, den 22 juli 2003, började det brinna i rummet högst upp, där sändningsutrustningen förvaras. Hela tornet evakuerades, och elden släcktes på 40 minuter. Man rapporterade att ingen människa hade skadats.
- Sedan 2004 finns det varje vinter en (mycket liten) isrink på tornets första våning, där tornets besökare får åka skridskor.
- Vid början av det franska ordförandeskapet i EU andra halvan av 2008 monterades de tolv gyllene stjärnorna vid foten av Eiffeltornet. Hela tornet badade i blått ljus och vid varje klockslag gav 20 000 lampor tornet ett gnistrande utseende.[13]

## Bilder

Eiffeltornet med båttrafik på Seine i förgrunden.
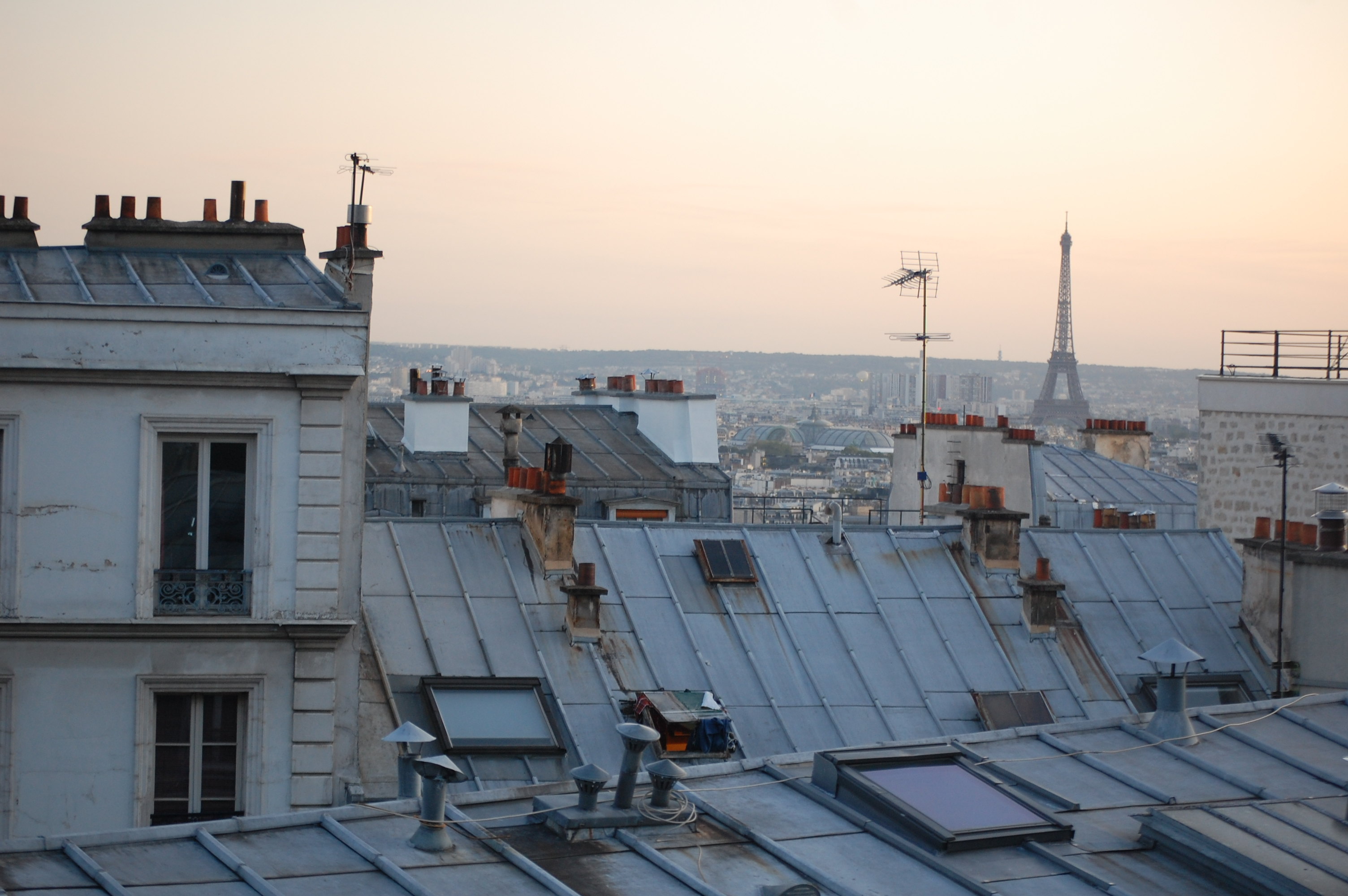
Eiffeltornet sett från Sacré-Cœur.
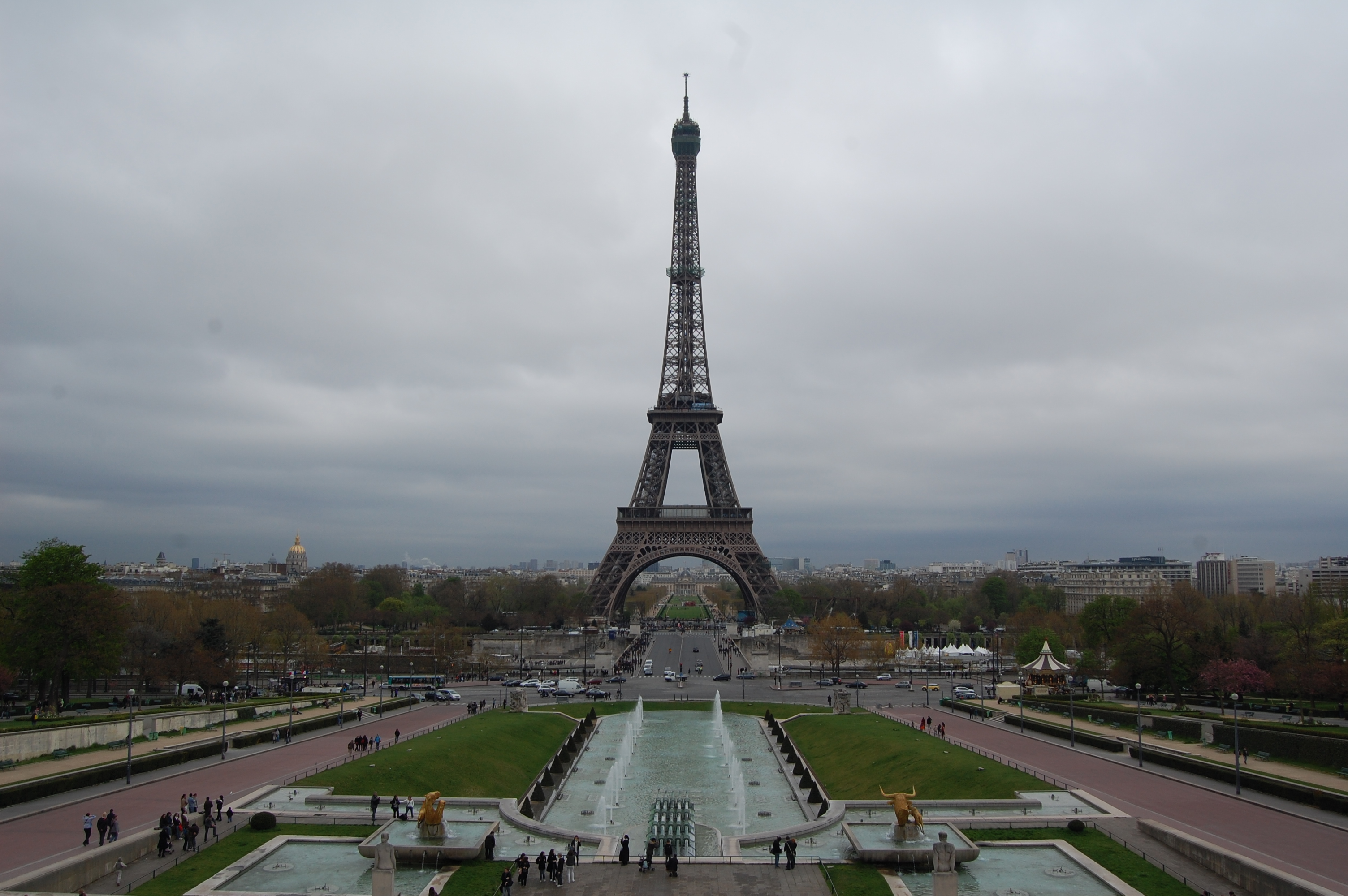
Eiffeltornet sett från Place du Trocadero.
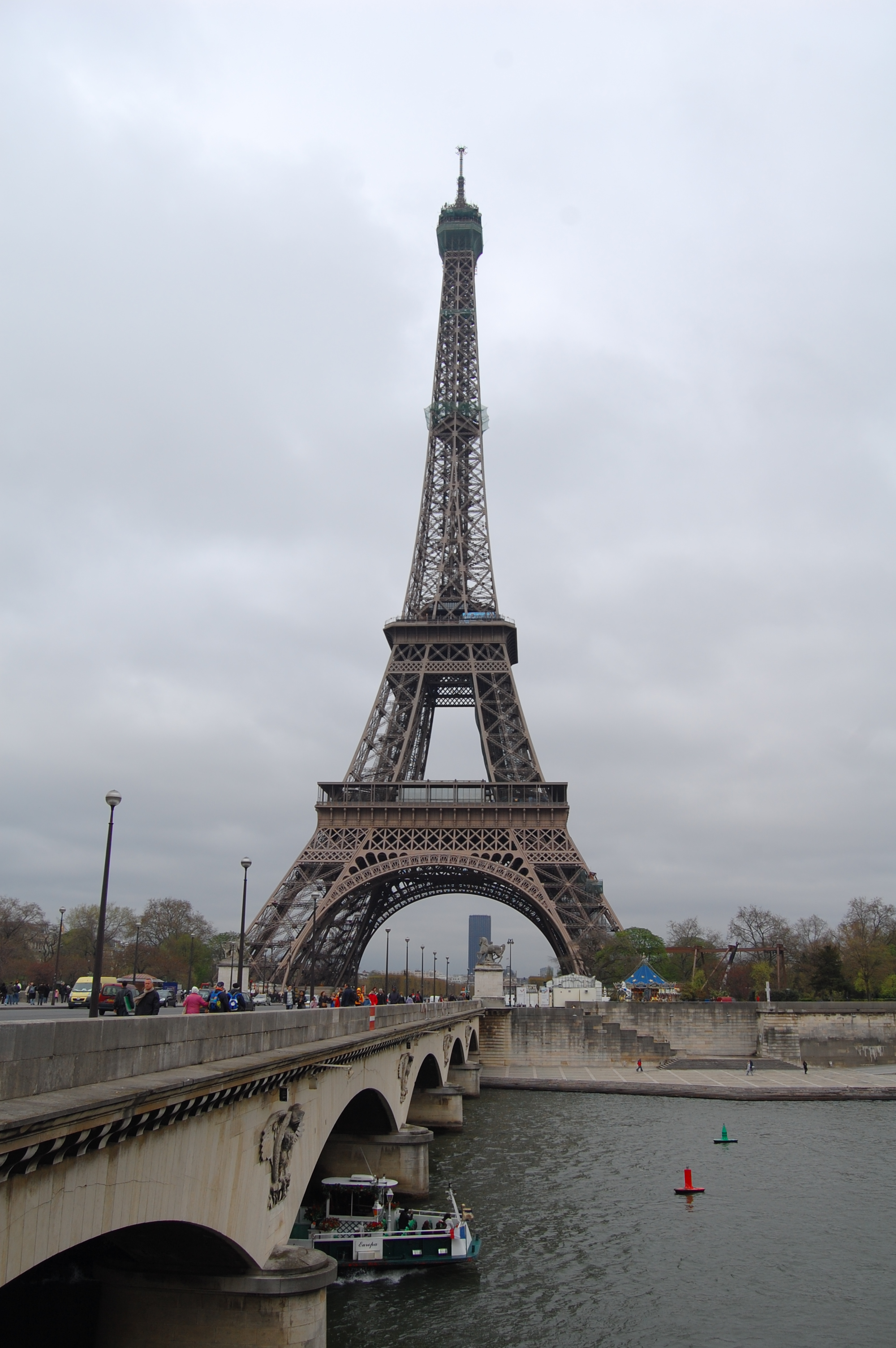
Eiffeltornet med Pont d'Iéna i förgrunden.
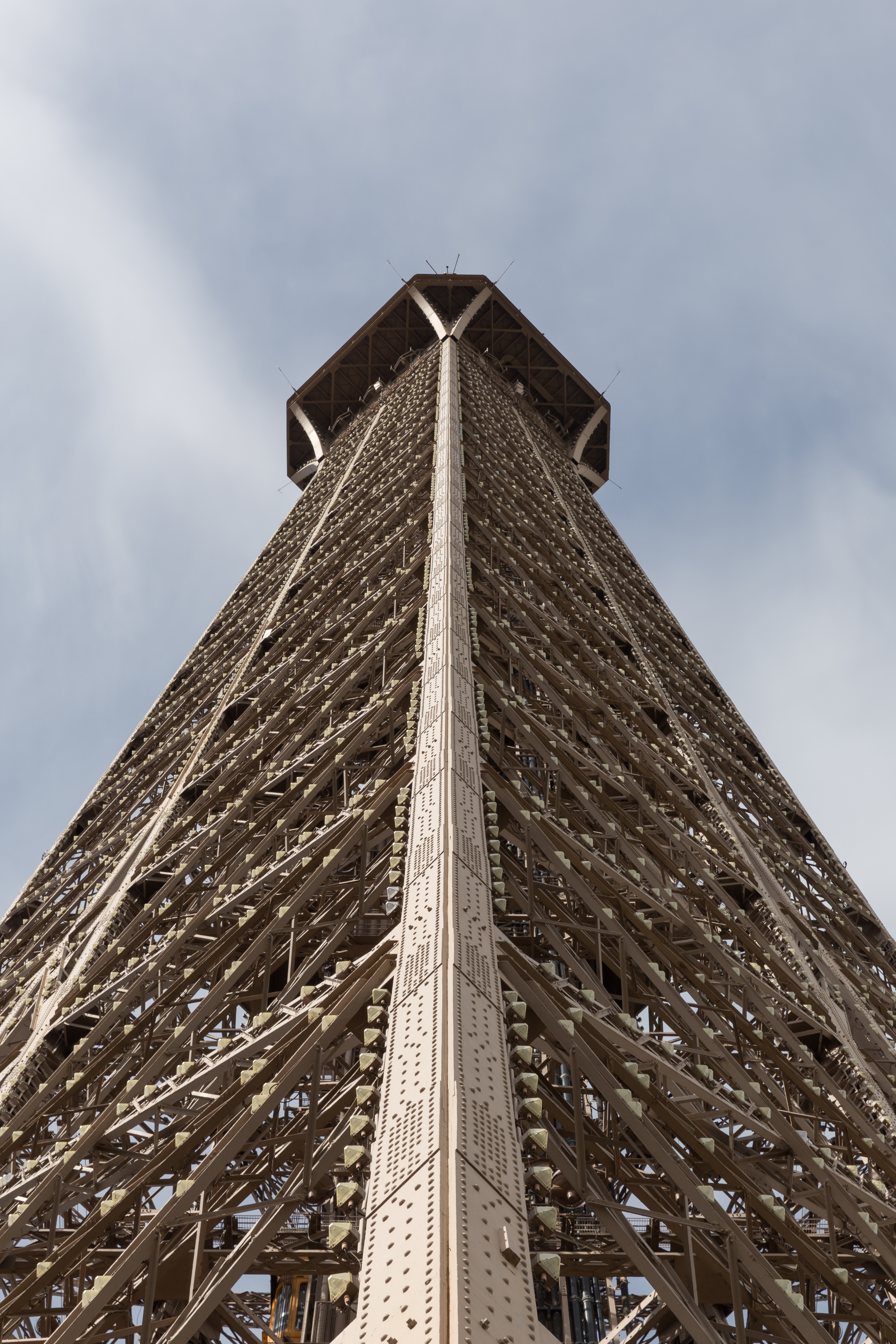

## Kommunikationer
Närmaste metrostation till Eiffeltornet är station Bir-Hakeim samt för pendeltågen Champ de Mars – Tour Eiffel station.